# Тетида
 Тази статия е за богиня.  За спътника вижте Тетида (спътник).  
С Тетида на български се превежда името на две божества от древногръцкия пантеон:
- Тетида (гр. Τηθυς) – морска богиня, титанида. Дъщеря е на Уран и Гея, сестра и жена на Океан. От брака ѝ с Океан се раждат три хиляди океаниди, както и всички речни богове. Името ѝ идва от индоевропейското „τετα“ – майка.
- Тетис (гр. Θέτις, Θετιδα) – майката на Ахил от Пелей. Тя е нереида и внучка на титанидата Тетида. Заедно с Океан създават всички реки, които носят вълните си към морето, както и морските богини – океанидите.